# 京都府道802号田井大垣自転車道線
京都府道802号田井大垣自転車道線（きょうとふどう802ごう たいおおがきじてんしゃどうせん）は、京都府宮津市田井から、与謝郡与謝野町を経由して宮津市大垣に至る一般府道である。この道路は、通称「栗田半島天橋立シーサイド自転車道線」（くんだはんとうあまのはしだてシーサイドじてんしゃどうせん）といわれる。

## 概要
大規模自転車道の枠組みで京都府道の自転車道として整備されている3路線の内の1路線である 。
通過する若狭湾沿岸域は丹後天橋立大江山国定公園に含まれ、沿線には日本を代表する景勝地である日本三景の天橋立が控えており、天橋立を望む展望台をはじめとした観光施設のほか、智恩寺（文殊堂）や丹後国分寺跡、籠神社（元伊勢神社）といった神社・仏閣も点在している。また、宮津市街地の島崎公園周辺には文化ホールや体育館が立地し、天橋立ビューランドや与謝野町の阿蘇シーサイドパークなどのレクリエーション施設も充実しており、自然公園、名勝、観光施設、レクリエーション施設等を結ぶという国土交通省が掲げる大規模自転車道の目的を担っている。

### 路線データ
- 起点：京都府宮津市田井
- 終点：京都府宮津市大垣
- 路線延長：22.4 km（うち、単独区間5.9361 km）[2][3]

## 歴史
- 1994年（平成6年）
京都府3番目の大規模自転車道として整備着手。

## 路線状況
全線が自転車と歩行者のみが通行可能な自転車歩行者専用道路として整備されており、計画延長22.4kmのうち、2003年（平成15年）度までに17.0kmが整備済みである。約11kmの重複区間は歩道部分を本路線の一部として整備 しているほか、近年では夜間のソーラーLED照明を2010年から一部区間で供用開始 しており、2011年以降も順次設置していく目標を掲げている。一方で、単独区間として計画中の区間には2012年現在も与謝野町域を中心に未開通区間が存在している が、いずれも整備済み区間の両端に接続する市・町道等で迂回することが可能である。

### 通称
- 栗田半島天橋立シーサイド自転車道線

### 重複区間
単独区間と重複区間が短距離で変化する区間もある ため、大まかに示す。
- 京都府道605号栗田半島線：宮津市田井 - 宮津市波路
- 国道178号：宮津市波路 - 宮津市鶴賀、宮津市漁師 - 宮津市杉末、宮津市須津 - 与謝郡与謝野町岩滝
- 京都府道2号宮津養父線：宮津市漁師 - 宮津市須津
- 国道176号・国道312号：宮津市漁師 - 宮津市杉末、宮津市須津
- 国道482号：宮津市須津 - 与謝郡与謝野町岩滝

### 不通区間
重複区間では幅員3メートルをもって整備済み としており顕在化しないため、ここでは単独区間として主な未開通区間を示す。
- 与謝郡与謝野町岩滝 - 与謝野町男山
- 宮津市溝尻

## 地理
栗田半島北端の黒崎の根元にある田井海水浴場附近を起点に宮津湾に沿って宮津市街地を経由して天橋立南側の智恩寺附近に至り、その後は天橋立を形成する砂州の内海である阿蘇海を囲むように沿って与謝野町を経由し、途中未開通区間を挟みながら天橋立北側の宮津市立府中小学校附近に達する 経路となっている。

### 通過する自治体
- 京都府
  - 宮津市 - 与謝郡与謝野町 - 宮津市

### 交差する道路
- 京都府道605号栗田半島線（宮津市田井（起点） - （重複） - 宮津市波路）
- 国道178号（宮津市波路 - （重複） - 宮津市鶴賀）
- 国道176号・国道312号（宮津市漁師 - （重複） - 宮津市杉末）
- 京都府道2号宮津養父線：宮津市漁師 - （重複） - 宮津市・消防署前交差点）
- 京都府道607号天の橋立線（宮津市・文殊交差点）
- 国道176号・国道312号（宮津市須津 - （重複） - 宮津市・消防署前交差点）
- 国道178号（宮津市須津 - （重複） - 与謝郡与謝野町岩滝）
- 国道482号（宮津市・消防署前交差点 - （重複） - 与謝郡与謝野町岩滝）
- 京都府道803号加悦岩滝自転車道線（与謝郡与謝野町岩滝）

## 沿線

### 自然
- 天橋立（日本三景）
- 阿蘇海

### 史跡
- 丹後国分寺跡

### 官公庁・公共施設
- 京都府立青少年海洋センターマリーンピア
- 宮津市B&G海洋センター
- 宮津警察署
- 宮津市役所
- 宮津市立前尾記念文庫
- 宮津市立図書館
- 宮津歴史の館文化ホール
- 宮津市民体育館
- 与謝野町役場
- 京都府立丹後郷土資料館

### 教育
- 聖ヨゼフ学園京都暁星高等学校
- 与謝野町宮津市組合立橋立中学校
- 京都府立与謝の海支援学校
- 宮津市立府中小学校

### 鉄道
- 京都丹後鉄道
  - 宮津駅
  - 天橋立駅
  - 岩滝口駅
- 天橋立ケーブルカー
  - 府中駅
  - 傘松駅

### 神社・仏閣
- 獅子姫神社
- 獅子崎稲荷神社
- 智恩寺（切戸の文殊・知恵の文殊）
- 籠神社（元伊勢神社）

### 余暇・観光
- 海の駅・みなとオアシス
- 田井宮津ヨットハーバー
- 天橋立マリーナ
- 雪舟観展望所（雪舟観）
- 海園望展望台
- 島崎公園
- 天橋立ビューランド（飛龍観）
- 阿蘇シーサイドパーク
- 傘松公園（股のぞき）